# William Pogue
Pour les articles homonymes, voir Pogue.
William Reid Pogue dit Bill Pogue, né le 23 janvier 1930 et mort le 3 mars 2014, est un astronaute américain.

## Biographie

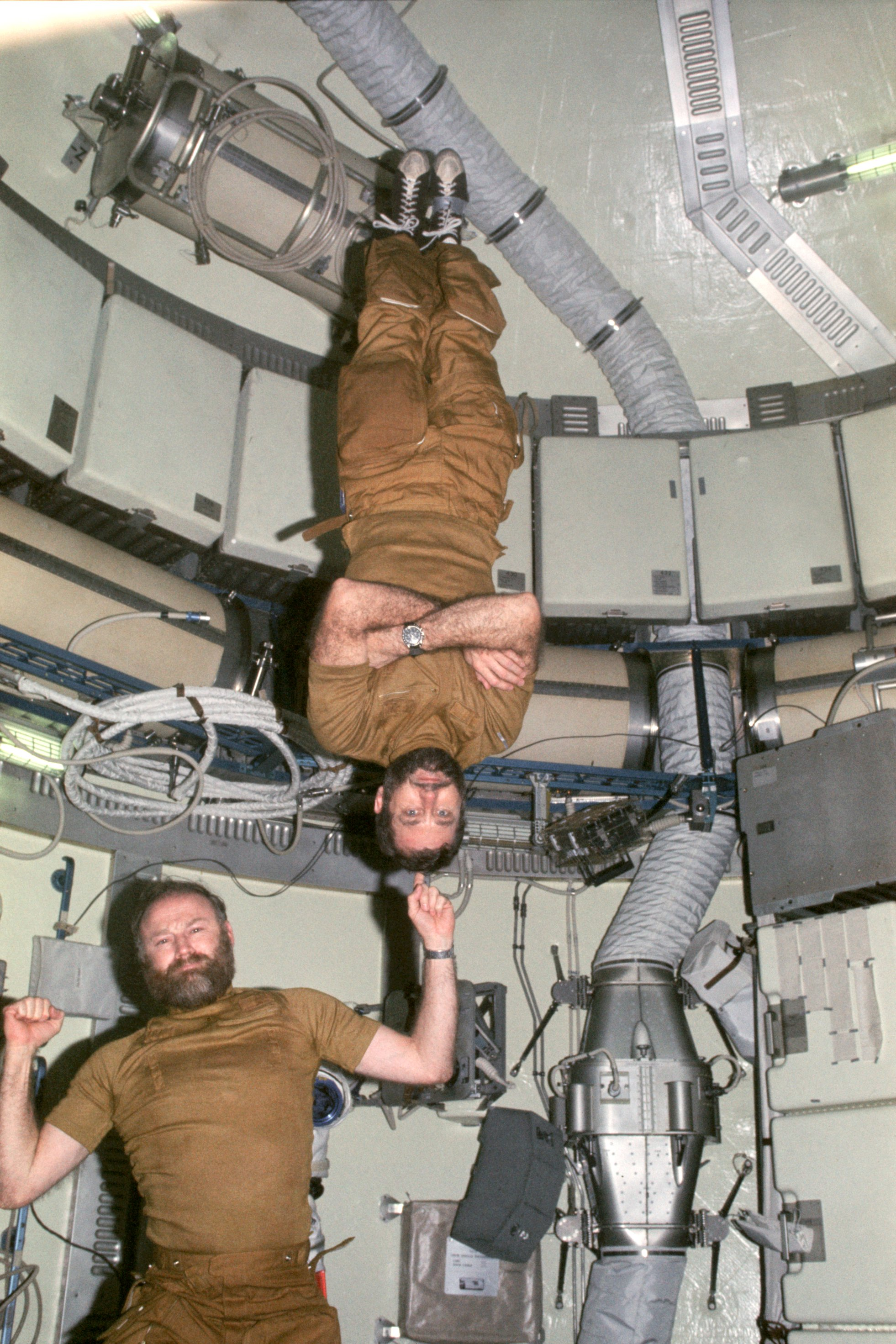
William Pogue (haut) et Gerald Carr (bas) pendant la mission Skylab-4.

Né le 23 janvier 1930 à Okemah, dans l'Oklahoma, William Pogue passe son enfance à Sand Springs, Oklahoma.
Marié et père de trois enfants, il a participé à la guerre de Corée en 1953-1954.
En avril 1966, il est l'un des 19 du cinquième groupe d'astronautes sélectionnés par la NASA. À ce titre, il apporte sa contribution aux vols Apollo 7 et Apollo 11.

## Vols réalisés
Tout d'abord prévu sur la mission Apollo 19, finalement annulée, où il aurait été le pilote du module de commande, il réalise un unique vol à bord de Skylab (Skylab 4), le 16 novembre 1973, amenant le record américain de séjour dans l'espace à plus de 84 jours. Ce record national ne sera battu que plus de 20 ans plus tard, à bord de la station spatiale russe Mir, par Shannon Lucid.